# Кристина София (Източна Фризия)
Кристина София от Източна Фризия (на немски: Christine Sophie von Ostfriesland; Christiana Sophia von Ostfriesland; * 26 септември 1609, Аурих или Хановер; † 20 март 1658, Франкфурт на Майн) от фамилията Кирксена, е графиня от Източна Фризия и чрез женитба ландграфиня на Хесен-Бутцбах (1632 – 1643).

## Биография
Тя е дъщеря, най-малкото дете, на граф Ено III от Източна Фризия (1563 – 1625) и втората му съпруга херцогиня Анна фон Холщайн-Готорп (1575 – 1625), дъщеря на херцог Адолф I фон Шлезвиг-Холщайн-Готорп (1526 – 1586) и ландграфиня Христина фон Хесен (1543 – 1604). Тя е правнучка по бащина линия на Густав I Ваза, крал на Швеция.
Кристина София от Източна Фризия се омъжва на 2 юни 1632 г. в Аурих за ландграф Филип III фон Хесен-Бутцбах (* 26 декември 1581; † 28 април 1643), син на Георг I фон Хесен-Дармщат (1547 – 1596) и първата му съпруга Магдалена фон Липе (1552 – 1587). Тя е втората му съпруга. Бракът е бездетен.
Кристина София от Източна Фризия умира на 30 март 1658 г. във Франкфурт на Майн на 57 години и е погребана в църквата „Св. Маркус“ в Бутцбах.